# (145566) Andreasphilipp
(145566) Andreasphilipp est un astéroïde de la ceinture principale.

## Description
(145566) Andreasphilipp est un astéroïde de la ceinture principale. Il fut découvert le 25 juillet 2006 à Ottmarsheim par Claudine Rinner. Il présente une orbite caractérisée par un demi-grand axe de 2,70 UA, une excentricité de 0,17 et une inclinaison de 11,0° par rapport à l'écliptique.

## Compléments